# Drymaria ortegioides
Drymaria ortegioides là loài thực vật có hoa thuộc họ Cẩm chướng. Loài này được Griseb. mô tả khoa học đầu tiên năm 1866.